# Luiza Bambina de Araújo Lima
Luiza Bambina de Araújo Lima, Baronesa e Viscondesa de Pirassununga (Rio de Janeiro, 01 de abril de 1829 — Rio de Janeiro, 07 de julho de 1896) foi uma nobre Brasileira.

## Bibliografía
Filha de Pedro de Araújo Lima, marquês de Olinda, e Luiza Bernarda de Figueiredo e neta de José Bernardo de Figueiredo. Casou-se, em 02 de dezembro 1843, em Igreja São José, no Rio de Janeiro, com Joaquim Henrique de Araujo, segundo barão e primeiro e único visconde de Pirassununga tornando-se, em 1876, Viscondessa com Honras de Grandeza de Pirassununga e matriarca da família Olinda, no Rio de Janeiro.
Foi mãe de Joaquim Henrique de Araujo Olinda, Luíza Lima Araújo, Maria Bibiana de Araujo, Pedro de Araujo Lima (neto), Guilhermina de Araujo e Maria José de Araújo Mota. Maria Bibiana de Araújo Lima, segunda Baronesa do Rio Preto casada com Domingos Custódio Guimarães Filho, 2º barão de Rio Preto, filho de Domingos Custódio Guimarães  primeiro barão e visconde com grandeza do Rio Preto com Maria das Dores de Carvalho e de  Maria José de Araújo Mota, a Baronesa do Pilar, casada com José Pedro da Motta Sayão, Barão do Pilar. Foi avó de Julieta de Araújo Lima Guimarães, que casou-se com Antônio Carlos Ribeiro de Andrada, político brasileiro, presidente da Câmara dos Deputados do Brasil, senador da República, ministro de estado e presidente do estado de Minas Gerais.

## Homenagens
Em 1852, seu avô José Bernardo de Figueiredo, mandou abrir quatro ruas em sua chácara em Botafogo: a rua Olinda, hoje Marquês de Olinda, em homenagem ao genro Pedro de Araújo Lima, a rua Viscondessa, em nome da filha Luzia Bernarda de Figueiredo, atual rua Assunção; a travessa Figueiredo, hoje Marechal Niemeyer, em nome do neto Pedro de Araújo Lima Filho; e, finalmente, a Bambina, em homenagem à neta. Luiza também foi homenageada no Rio de Janeiro com rua Viscondesa de Pirassununga.